# Cosmic latte
Cosmic latte (inglese per "caffellatte cosmico") è il nome assegnato al colore dell'universo. Il colore, che rappresenta la media delle tonalità di luce emessa dai corpi celesti, è stato identificato da un team di astronomi dalla Johns Hopkins University che ne hanno anche scelto il nome.

## Identificazione del colore
Nel gennaio del 2002 Karl Glazebrook e Ivan Baldry, due studiosi della Johns Hopkins University, attraverso uno studio sullo spettro della luce proveniente da più di 200.000 galassie, identificarono il colore medio dell'universo in quello che agli occhi umani appariva come un bianco verdastro, a cui diedero il nome di Cosmic Turquoise ("Turchese cosmico"). I dati provenivano da un sondaggio che prendeva il nome di " 2dF Galaxy Redshift Survey", condotto dall'Osservatorio anglo-australiano (situato nel Nuovo Galles del Sud). Qualche mese dopo tuttavia, corressero il precedente risultato affermando che il colore medio dell'universo fosse invece un bianco lievemente tendente al beige, il cui valore esadecimale RGB è #FFF8E7.
L'errore era stato causato da un bug nel software deputato alla conversione degli spettri registrati in frequenze luminose percepibili dall'occhio umano.
Glazebrook, esponendo il nuovo risultato della ricerca, ha comunque confermato la bontà dello studio e la sua accuratezza, affermando che l'errore non era nel metodo scientifico applicato, ma nella percezione sensoriale del risultato.

## Scopo della ricerca

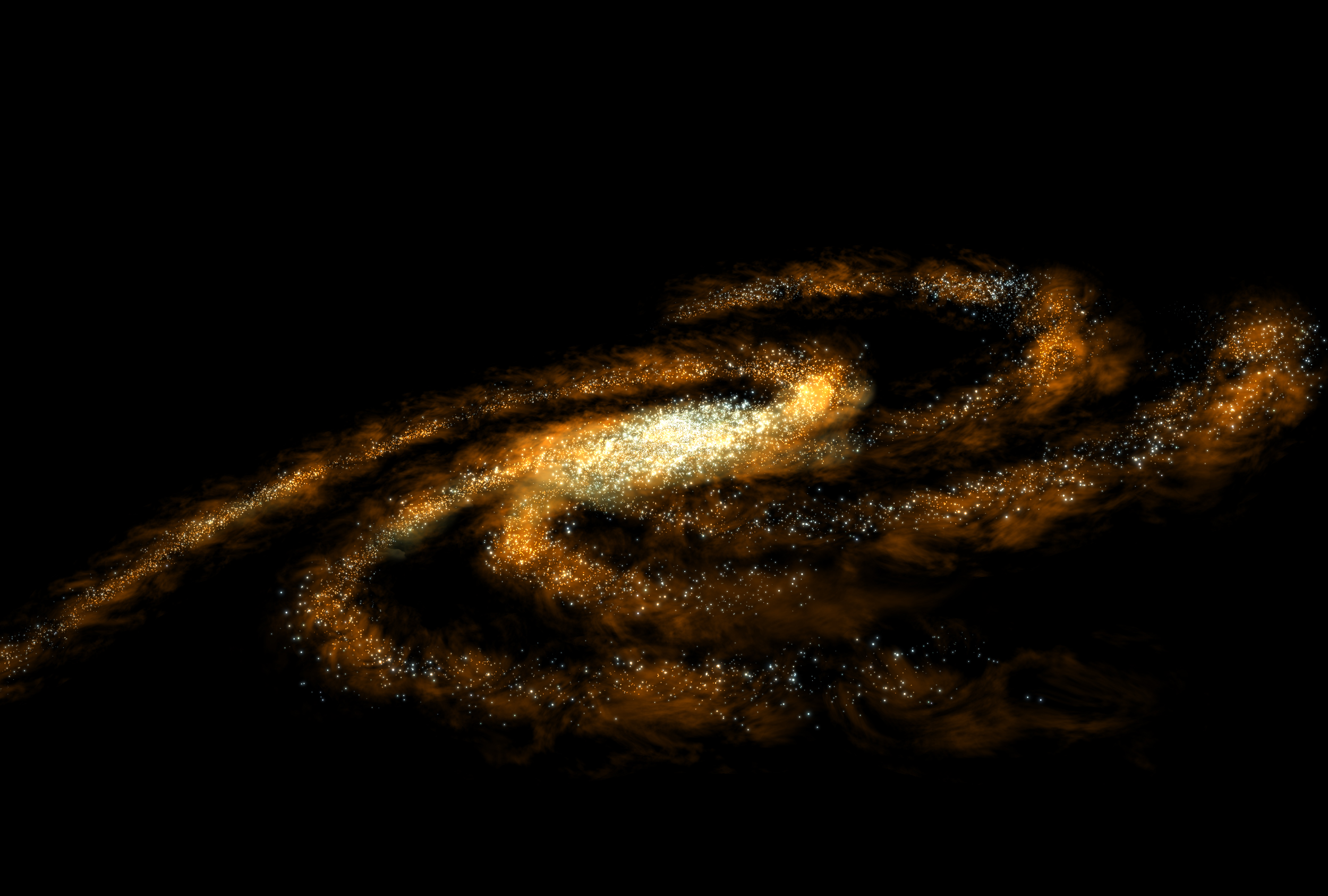
Rappresentazione artistica della Via Lattea

La scoperta del "colore dell'universo" non era lo scopo principale della ricerca, volta invece allo studio della formazioni stellari tramite l'analisi spettrale di diverse galassie: l'analisi dello spettro di oltre 200.000 galassie ha portato a supporre che la maggior parte delle stelle si è formata da più di cinque miliardi di anni e che nel passato il colore medio dell'universo doveva risultare diverso dall'attuale, quando il numero di giovani stelle nane tendenti al blu era maggiore. Nel futuro, tra alcuni miliardi di anni, il colore medio varierà ulteriormente man mano che le stelle si andranno a raffreddare.

Il colore medio originale e incorretto dell'universo era il "Cosmic Turquoise" a causa di un errore nel modo in cui il software usato da Glazebrook e Baldry aveva calcolato le sfumature (#9CFFCE)

## Scelta del nome
Per scegliere il nome da assegnare allo "spettro cosmico", è stato indetto un sondaggio sulla rete. Tra i dieci nomi più votati, i due scienziati Karl Glazebrook e Ivan Baldry hanno personalmente scelto quello di "Cosmic Latte". La preferenza è stata motivata dal fatto che "latte" è una parola italiana, la lingua parlata da Galileo Galilei e rimanda alla Via Lattea la cui tonalità di luce è molto simile a quella del colore identificato.
I dieci nomi candidati, in ordine di preferenze ricevute sul web erano:
- Cappuccino Cosmico
- Cosmic Cream
- Astronomer Green
- Astronomical Almond
- Skyvory
- Univeige
- Cosmic Latte/Latteo
- Big Bang Buff/Blush/Beige
- Cosmic Khaki
- Primordial Clam Chowder